# الحسن بن يحيى القاسمي
السيّد الحسن بن يحيى بن علي القاسمي الضحياني (19 أغسطس 1863 - 1 ديسمبر 1924) (5 ربيع الأول 1280 -  5 جمادى الأولى 1343) عالم مسلم وفقيه زيدي يمني. ولد في ضحيان في الصعدة ونشأ بها في عائلة هاشمية النسب. عارض الإمام يحيى حميد الدين فادّعى الإمامة الزيدية في فللة بالصعدة، وأجابه بعض القبائل، وجرت بينه وبين الإمام يحيى  حروب وأحداث سنة 1905.  يلقب بالعلامة والإمام. له مؤلفات كثيرة في موضوعات إسلامية ولغوية. توفي في باقم عن 63 عامًا.

## سيرته
هو الحسن بن يحيى بن علي بن أحمد بن قاسم بن حسن بن علي بن محمد بن محمد بن أحمد بن حسن بن زيد بن محمد بن أبي القاسم بن الإمام علي بن المؤيد بن جبريل بن المؤيد.

ولد الحسن بن يحيى ليلة 5 ربيع الأول 1280/ 19 أغسطس 1863 في ضحيان من بلاد صعدة ونشأ بها. أخذ عن والده أولًا ثم عن علماء عصره منهم عبد الله بن أحمد المؤيدي اليحيوي ومحمد بن عبد الله الغالبي وغيرهم حتى برع في الفنون.

خالف القاسمي الإمام يحيى حميد الدين فادّعى الإمامة الزيدية في الصعدة، وأجابه بعض القبائل. استولى على مديرية رازح، وجرت بينه وبين الإمام يحيى  حروب وأحداث، وقد ذكر تفاصيله أحمد بن عبد الله الجنداري في كتابه «الجامع الوجيز في وفيات العلماء ذوي التبريز»  بعد ذكره لبيعة المتوكل على الله يحيى ودعوته بقفلة في 20 ربيع الأول 1322.

اشتغل بالتدريس، ومن تلامذته علي بن يحيى العجري، وحسن بن حسين عدلان، ويحيي بن طيب، وغيرهم.

توفي ليلة 5 جمادى الأولى 1343/ 1 ديسمبر 1924 في باقم عن ثلاث وستين سنة. ودفن خارج مسجد باقم، وعلى قبره حجرة كبيرة. ورثاه ولده عبد الله بقصيدة مطلعها «أبكي أمير المؤمنين أخي الندى/من أم نهج المصطفى لم يكسل». وخلف من الأولاد تسعة، وأكبرهم عبد الله، وأحمد، وتاج الدين، ومحمد، وعبد العظيم، وعلي، وقاسم، وحسن.

## مؤلفاته
- «المسائل الرايقة»
- «الفوائد التامة»، في الأصول
- «التهذيب»
- «منية الراغب»، في النحو
- «مسائل الأنظار فيما قيل في الأخبار»
- «الأنوار الساطة»، في التفسير
- «المنهل الصافي»، في العروض
- «المسائل النافعة»، في الفروع
- «النور الطالع»، في الأوراد
- «المجموع»، في المعاملة
- «التحفة العسجدية فيما دار من خلاف بين العدلية والجبرية»
- «البحث السديد في  العدل والتوحيد»، في علم الكلام والرد على الحشوية
- «المنسك الكبير»
- «الروض المستطاب»، في الحكم
- «سبل الرشاد في طرق الإسناد »
- «نجوم الأنظار»، في الفروع
- «شرح منية الراغب»
- «التقريب شرح التهذيب»، في النحو
- «الدوال الصغرى»، تلخيص الطبقات الكبرى
- «الإدارك في المنطق»
- «تفسير آية إن الله على العرش استوى»
- «كتاب ثلاثة تشرق الدنيا بهجتها: زيد ويحيى والناصر الحسن»، تراجم للثلاثة الأئمة
- «الجواب على المسائل التهامية»، في الفقه، إجابات عن ثلاثين سؤال
- «الجواب الأسد في شفاعة قاري سورة الصمد»
- «الجوابات الهادوية والفوائد المرضية»
- «حاشية على التلخيص للقزويني»
- «حاشية على الكافية»
- «حاشية على مقدمة ابن الحاجب»
- «حاشية على كرامة الأولياء في مناقب خير الأولياء»
- «الحقيقة والمجاز»
- «الروض المستطاب في الحكم والآداب»
- «كافية ذوي العقول في علم الأصول»
- «محاسن الأنظار فيما قيل من الأشعار والأخبار» أو «محاسن الأنظار فيما قيل في الإسنادات والأخبار»
- «مختصرة سديدة في أصول الفقه مفيدة»
- «مجموعين لطيفين في الرواة مع مختصر السفينة في الأدعية»
- «المسائل النافعة بالبراهين القوية الصادعة»
- «المصنف المختار فيما اشتمل عليه الأزهار»
- «المنسك الكبير باسم منسك الحج الأكبر»
- «المنحة المفيدة والموعظة الزاجرة الأكبدة»
- «موعظة الشافية شرح الأنوار الهادية»
- «التوجيه الخطير في تأخير الاستفتاح عن التكبير»
- «منية الراغب في معاني كلمات يحتاج إليها الطالب»، نحو
- «النور الساطع والكهب الحريز المناع والوسيلة إلى نيل المطالب والمنافع»
- «نجوم الأنظار من البحر الزخار»، يليه مواهب الغفار في تخريج أحاديث نجوم الأنظار
- «الفوائد التامة في علم أصول الفقه»
- «فتاوى»
- «الألفاظ الحسنة المليحة المنتزعة من ينابيع النصيحة»